# Paliculus
Paliculus is een geslacht van kreeftachtigen uit de klasse van de Malacostraca (hogere kreeftachtigen).

## Soorten
- Paliculus foliatus Castro, 2000
- Paliculus kyusyuensis (Yokoya, 1933)